# Nostra aetate
Nostra aetate (do latim: "Em nosso tempo"), ou a Declaração sobre a Relação da Igreja com as Religiões Não-Cristãs, é uma declaração oficial do Vaticano II, um concílio ecumênico da Igreja Católica. Foi promulgado em 28 de outubro de 1965 pelo Papa Paulo VI. Seu nome vem de seu incipit, as primeiras palavras de sua frase inicial, como é tradição. Foi aprovado no Concílio por 2 221 votos a 88 dos bispos reunidos.

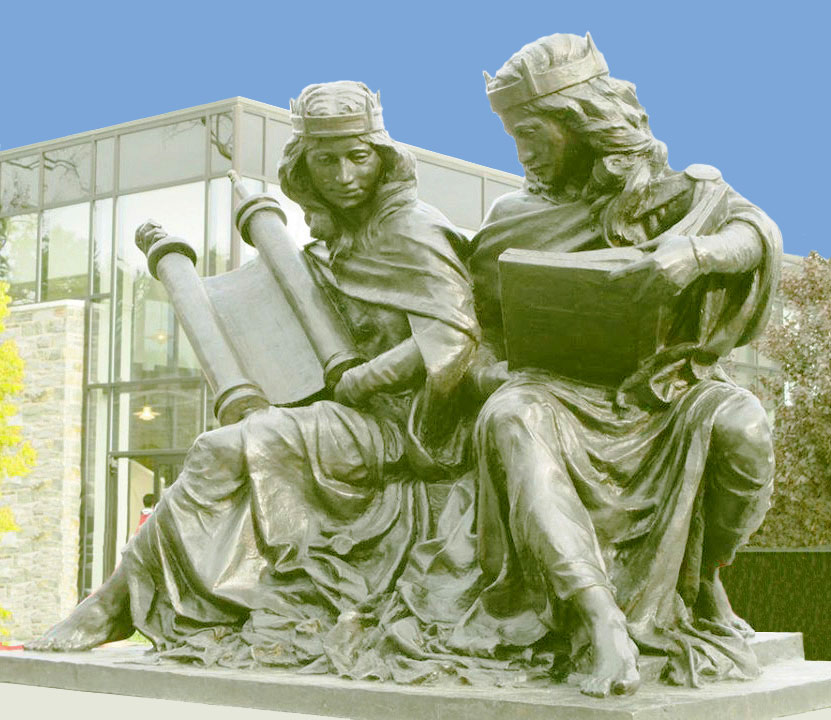
Sinagoga e Ecclesia in Our Time (2015), escultura de Joshua Koffman na Universidade de São José, administrada pelos jesuítas, Filadélfia, comemorando Nostra aetate.

É o mais curto dos 16 documentos finais do Concílio e "o primeiro na história católica a se concentrar na relação que os católicos têm com os judeus". Da mesma forma, Nostra aetate é considerada uma declaração monumental ao descrever a relação da Igreja com os muçulmanos. Ele "reverencia a obra de Deus em todas as principais tradições de fé". Começa afirmando seu propósito de refletir sobre o que a humanidade tem em comum nestes tempos em que as pessoas estão se aproximando. A preparação do documento foi em grande parte sob a direção do cardeal Augustin Bea como presidente do Secretariado para a Promoção da Unidade dos Cristãos, juntamente com seus periti, como John M. Oesterreicher, Gregory Baum e Bruno Hussar.
Seguindo uma abordagem de Jules Isaac, um judeu nascido na França que estava associado à Conferência de Seelisberg do Conselho Internacional de Cristãos e Judeus, na qual afirmava que o que chamou de "antissemitismo cristão" havia preparado o caminho para o Holocausto, um simpático Papa João XXIII endossou a criação de um documento que abordaria uma nova abordagem menos adversarial da relação entre a Igreja Católica e o judaísmo rabínico. Dentro da Igreja, cardeais conservadores eram desconfiados e católicos do Oriente Médio se opunham fortemente à criação de tal documento. Com o conflito árabe-israelense em pleno andamento, os governos do mundo árabe, como Egito (em particular), Líbano, Síria e Iraque, pressionaram vocalmente contra seu desenvolvimento (o documento foi submetido a vários vazamentos durante seu desenvolvimento devido ao envolvimento das agências de inteligência de várias nações). Organizações judaicas como o Comitê Judaico Americano, B'nai B'rith e o Congresso Judaico Mundial também fizeram lobby para seu lado com a ajuda de clérigos liberais. Depois de passar por vários rascunhos, compromissos foram feitos e uma declaração foi adicionada sobre o Islã para acalmar as preocupações de segurança dos cristãos árabes. Finalmente, declarações sobre religiões orientais, budismo e hinduísmo também foram adicionadas.